# 斯特凡·馬爾科維奇

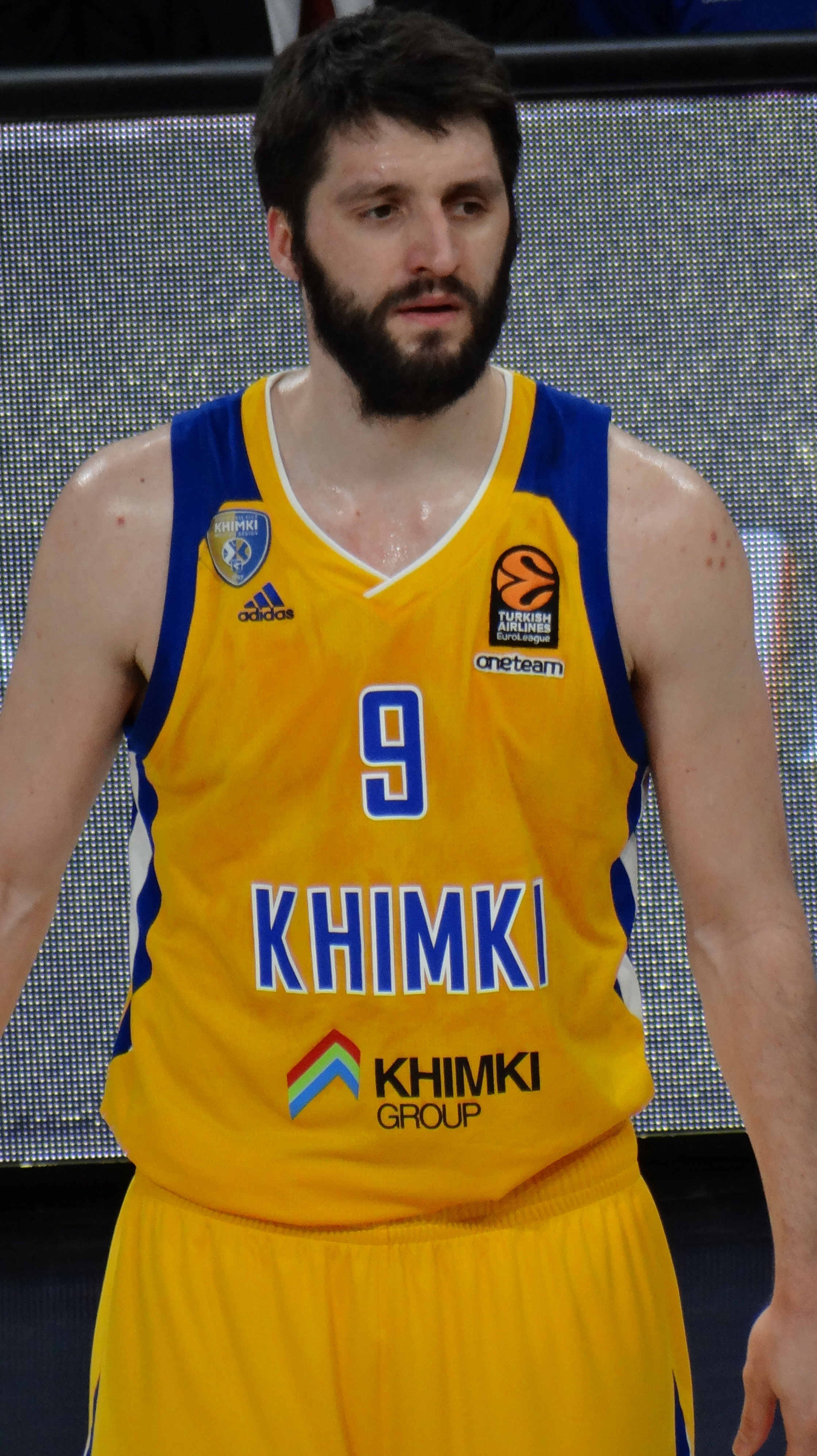

斯特凡·馬爾科維奇（1988年4月25日—），塞爾維亞籃球運動員，現在效力於西班牙球隊馬拉加籃球俱樂部。他也代表塞爾維亞國家男子籃球隊參賽。